# Renato Civelli
Renato Civelli (14 de Outubro de 1983, Pehuajó, Argentina) é um futebolista argentino que atua como zagueiro. Atualmente, joga pelo CA Banfield. Ele é irmão de Luciano Civelli, também futebolista.

## Carreira
Civelli iniciou sua carreira no CA Banfield na Primera División Argentina. Em janeiro de 2006 se transferiu para o Olympique de Marseille. Voltou a Argentina para disputar o campeonato argentino pelo Gimnasia y Esgrima por empréstimo. Após o término da competição voltou ao Olympique de Marseille, que o negociou com o San Lorenzo.
Emprestado para o Nice em 2010, este clube resolveu por comprar o passe do jogador meses depois.